# Cyclische verbinding
Een cyclische verbinding is een type chemische verbinding waarin de atomen in het molecule een gesloten systeem vormen, dat meestal een ring wordt genoemd. Dit zijn doorgaans organische verbindingen, op basis van koolstofketens, al zijn er ook voorbeelden uit de anorganische chemie bekend. Een cyclische verbinding kan ook meerdere ringen bevatten. Afhankelijk van het aantal ringen worden de termen bicyclische verbinding (2 ringen), tricyclische verbinding (3 ringen), tetracyclische verbinding (4 ringen), oligocyclische verbinding (5 - 7 ringen) en polycyclische verbinding (meer dan 7 ringen) gehanteerd.

## Indeling
De groep cyclische verbindingen wordt doorgaans onderverdeeld in volgende subgroepen:
- Cycloalkanen: de molecule bestaat uit een ringstructuur, waarbij de atomen in de ring via enkele bindingen met elkaar zijn verbonden en verzadigd met waterstofatomen. De atomen in de ring zijn meestal koolstofatomen, maar dit is niet noodzakelijk. Het eenvoudigste cycloalkaan is cyclopropaan.
- Cycloalkenen: de molecule bestaat uit een ringstructuur, waarbij de atomen in de ring via enkele bindingen met elkaar zijn verbonden en waarbij een of meer bindingen een dubbele binding vormen. De overige bindingen zijn verzadigd met waterstofatomen. Het eenvoudigste cycloalkeen is cyclopropeen.
- Cycloalkynen: de molecule bestaat uit een ringstructuur, waarbij de atomen in de ring via enkele bindingen met elkaar zijn verbonden en waarbij een of meer bindingen een drievoudige binding vormen. De overige bindingen zijn verzadigd met waterstofatomen. Doordat het systeem een drievoudige binding bevat en de atomen die betrokken zijn bij deze binding sp-gehybridiseerd zijn, moeten er minstens 8 atomen in de ring voorkomen. Het eenvoudigste stabiele cyclalkyn is bijgevolg cyclo-octyn.
- Aromatische verbindingen: de molecule bevat minstens één structuur waarin 6 elektronen uit de pi-bindingen in een ring vrij kunnen bewegen (delokalisatie). De ring bestaat dan enkel uit koolstofatomen. Wanneer de molecule meerdere van deze aromatische structuren bevat, dan wordt dit een polycyclische aromatische koolwaterstof (PAK) genoemd. Indien er zich andere atomen dan koolstof in de ring bevinden, dan wordt dit een heterocyclische verbinding genoemd.
- Heterocyclische verbindingen: de molecule bestaat uit een ringstructuur die een aromatisch karakter en een of meer heteroatomen bezit. Strikt genomen ligt in de naam niet het aromatisch karakter van de verbinding besloten, in de praktijk wordt dat doorgaans wel bedoeld.
- Macrocyclische verbinding: de definitie van macrocyclische verbinding is nogal vaag. Volgens IUPAC is het een cyclische macromolecule of het macromoleculaire cyclische gedeelte van een molecule. In de scheikundige literatuur wordt een macrocyclische verbinding beschouwd als een ringvormige molecule die meer dan 7 atomen in zich draagt. In de coördinatiechemie wordt met een macrocyclische verbinding meestal bedoeld dat een ligand over meer dan 3 donoratomen beschikt die kunnen coördineren met een centraal metaalion.
- Polycyclische verbinding: dit zijn verbindingen die uit 2 of meer aan elkaar geschakelde ringstructuren bestaat. Een voorbeeld hiervan is vancomycine.
- Gebrugde verbinding: een polycycische verbinding die een extra verbinding in zich draagt en twee of meer atomen uit de ring met elkaar verbindt tot een soort koolstofbrug over de molecule heen. Een voorbeeld van een dergelijke verbinding is norbornaan. Een bijzondere groep van gebrugde verbindingen vormen de propellanen.
- Spiroverbinding: 2 ringstructuren worden aan elkaar gekoppeld met slechts 1 koolstofatoom gemeenschappelijk.
- Fenestranen: verbindingen met een centraal quarternair koolstofatoom dat functioneert als het gezamenlijke hoekpunt van 4 gekoppelde ringsystemen.

## Voorbeelden
Hieronder staat van ieder type cyclische verbinding een voorbeeld ter illustratie:

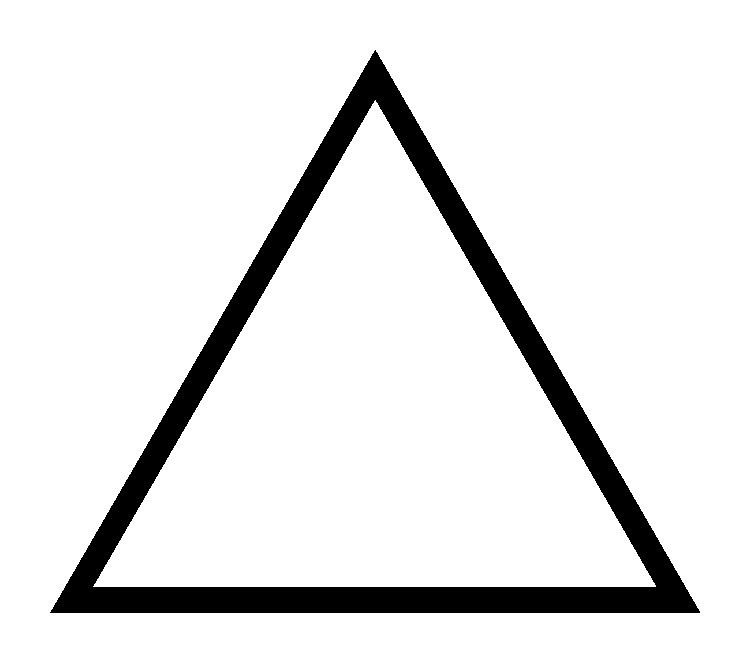
Cyclopropaan (cycloalkaan)
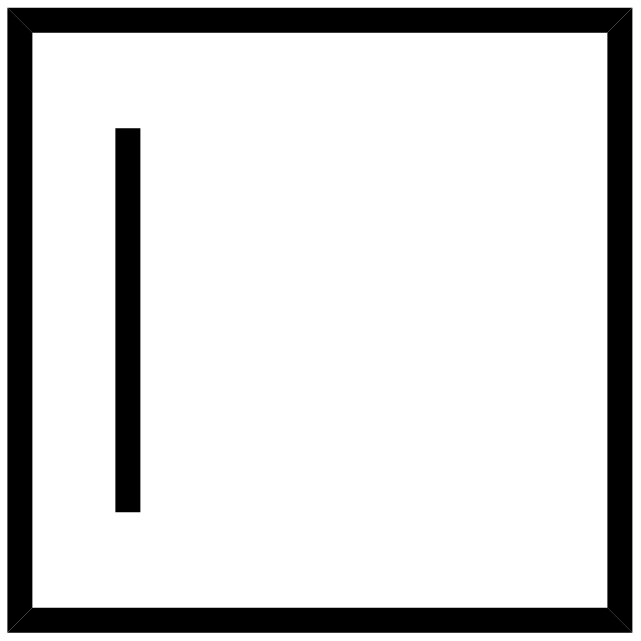
Cyclobuteen (cycloalkeen)
Cyclo-octyn (cycloalkyn)
Benzeen (aromatische verbinding)
Antraceen (polycyclische aromatische verbinding)
Pyridine (heterocyclische verbinding)
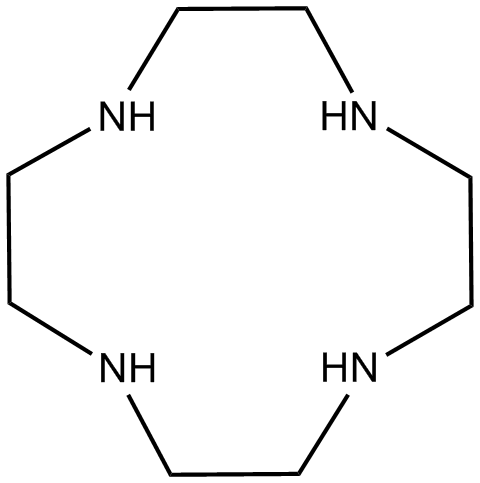
Cycleen (macrocyclische verbinding)
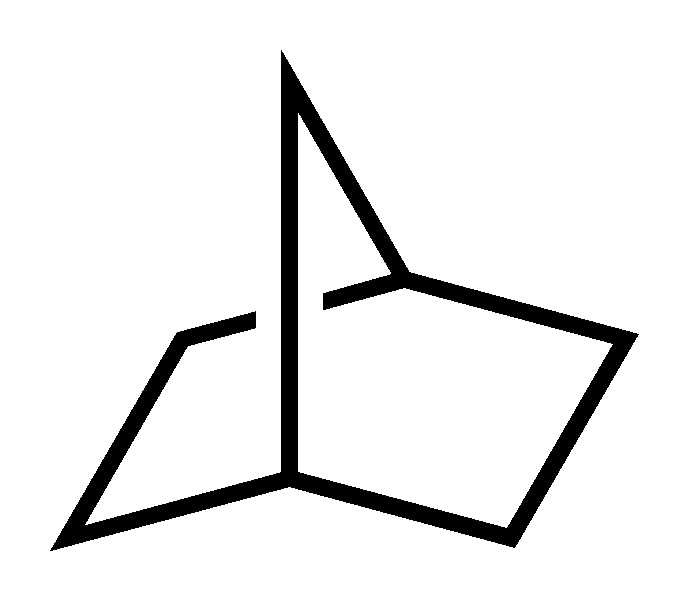
Norbornaan (gebrugde verbinding)
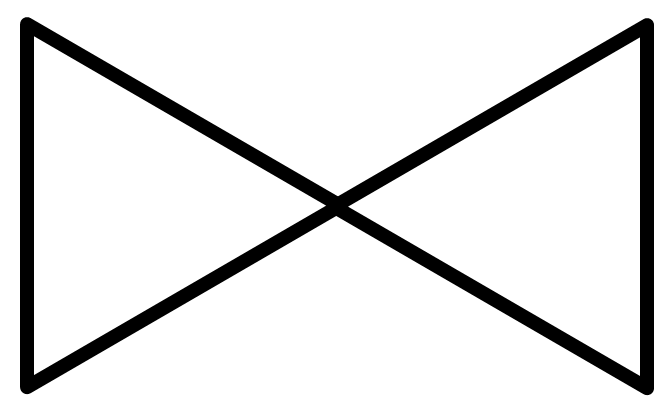
Spiraan (spiroverbinding)